# Philodromus molarius
Philodromus molarius är en spindelart som beskrevs av Ludwig Carl Christian Koch 1879. Philodromus molarius ingår i släktet Philodromus och familjen snabblöparspindlar.
Artens utbredningsområde är Kazakstan. Inga underarter finns listade i Catalogue of Life.